# Empresa Municipal de Transports de Madrid
L'Empresa Municipal de Transports de Madrid (EMT Madrid) és una empresa pública propietat en la seua totalitat de l'Ajuntament de Madrid, encarregada del transport públic a la capital espanyola.
Es va constituir el 12 de novembre de 1947, originalment com a societat privada municipal, per a encarregar-se del transport públic en superfície. Es va convertir en societat anònima el 1971.
Entre els diferents serveis que ofereix es troben el servei de transport d'autobús (209 línies amb una flota de més de 2000 vehicles), el servei de grua, les places d'aparcament municipals, el servei de lloguer de bicicletes BiciMAD i el Telefèric de Madrid.